# William Legge (1949)

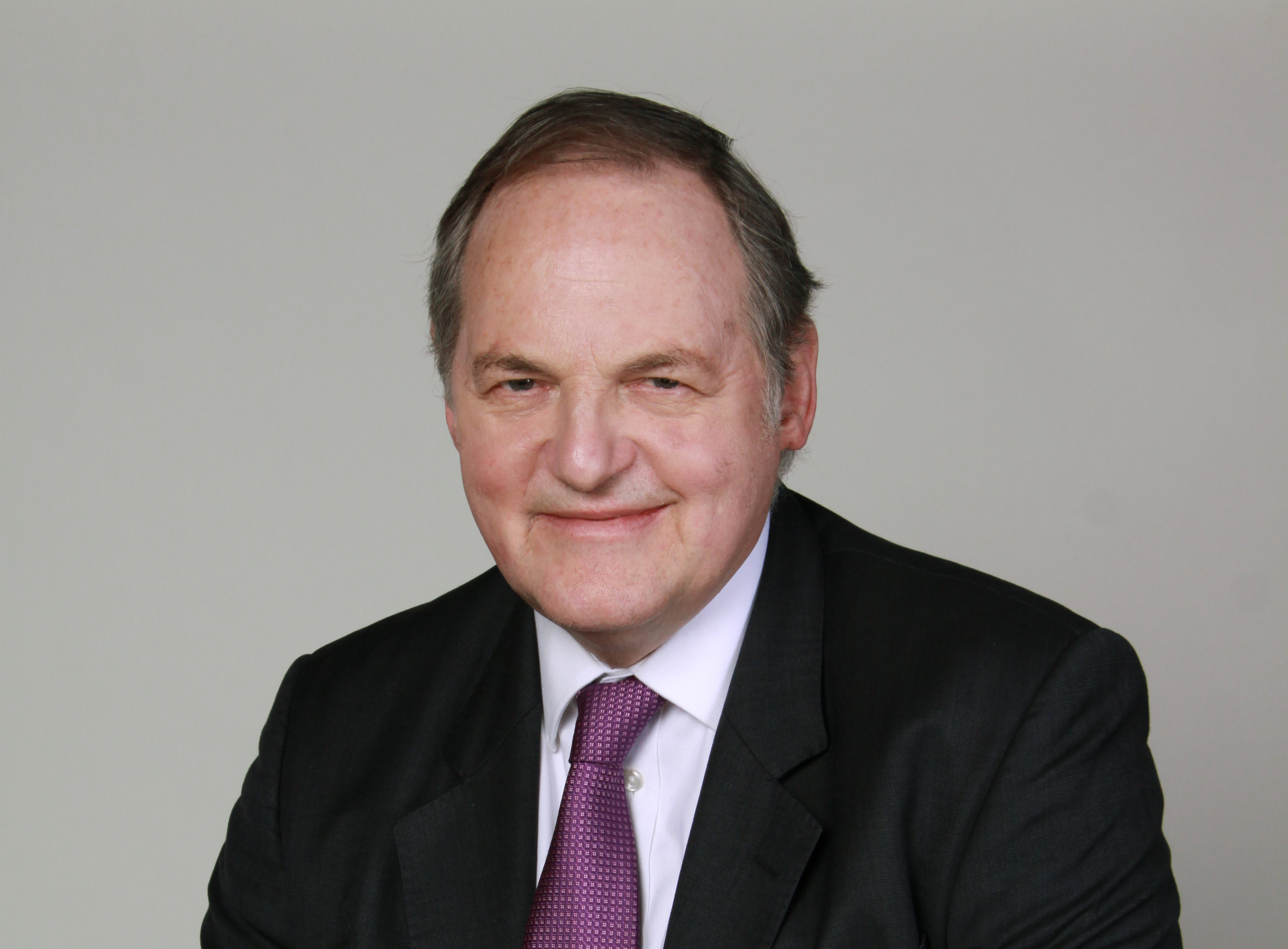
William Dartmouth MEP

William Legge, 10e graaf van Dartmouth (Londen, 23 september 1949) is een Brits politicus en een lid van het Europees Parlement. Hij gaat door het leven als William Dartmouth.

## Familie
Legge is een zoon van Gerald Humphry Legge, 9e graaf van Dartmouth (1924-1997) en een kleinzoon van de schrijfster Barbara Cartland. Zijn moeder Raine McCorquodale (1929-2016), dochter van Cartland, trouwde later met John Spencer, 8ste graaf Spencer, en vader van prinses Diana die dus Dartmouths stiefzus was.
In 2009 trouwde hij met het voormalige Australische model Fiona Campbell. Hij heeft een buitenechtelijke zoon, Gerald Glen Legge (2005), uit een relatie met Claire Kavanagh die hem als niet wettige zoon niet kan opvolgen in het graafschap. Zijn jongere broer is de vermoedelijke opvolger als graaf van Dartmouth.

## Loopbaan
Legge ging naar Eton College, studeerde aan Christ Church (Oxford) en deed een MBA aan Harvard Business School. In 1997 volgde hij zijn vader op als graaf van Dartmouth en als erfelijk lid van het Hogerhuis; dat lidmaatschap verviel met de hervormingen van het Hogerhuis in 1999.
Sinds 14 juli 2009 zetelt hij in het Europees Parlement voor de United Kingdom Independence Party. Hij vertegenwoordigt de kiesomschrijving Zuidwest-Engeland. Hij werd opnieuw verkozen bij de Europese verkiezingen van mei 2014.